# Communauté de communes du Réolais
La communauté de communes du Réolais était un établissement public de coopération intercommunale (EPCI) français, situé dans le département de la Gironde, en région Aquitaine.
La communauté faisait partie du syndicat mixte du Pays du Haut Entre-deux-Mers.

## Historique
La Communauté de communes du Réolais fut créée par arrêté préfectoral en date du 28 novembre 2003 sur la base de 23 communes participantes.
Au 1er janvier 2014, la Communauté de communes du Réolais a fusionné avec la Communauté de communes du Pays d'Auros et trois communes du Monségurais (Monségur, Saint-Vivien-de-Monségur, Roquebrune) pour former la communauté de communes du Réolais en Sud Gironde et, de ce fait, a été dissoute.

## Composition
La communauté de communes du Réolais était composée des 23 communes suivantes :
| Nom                         | Code Insee | Gentilé         | Superficie (km2) | Population (dernière pop. légale) | Densité (hab./km2) |
| --------------------------- | ---------- | --------------- | ---------------- | --------------------------------- | ------------------ |
| La Réole (siège)            | 33352      | Réolais         | 12,53            | 4 091 (2014)                      | 326                |
| Bagas                       | 33024      | Bagassons       | 3,63             | 293 (2014)                        | 81                 |
| Blaignac                    | 33054      | Blaignacais     | 3,18             | 293 (2014)                        | 92                 |
| Bourdelles                  | 33066      | Bourdellais     | 7,06             | 103 (2014)                        | 15                 |
| Camiran                     | 33087      | Camiranais      | 5,80             | 421 (2014)                        | 73                 |
| Casseuil                    | 33102      | Casseuillais    | 6,34             | 396 (2014)                        | 62                 |
| Les Esseintes               | 33158      | Esseintais      | 5,10             | 249 (2014)                        | 49                 |
| Floudès                     | 33169      | Floudésiens     | 3,70             | 84 (2014)                         | 23                 |
| Fontet                      | 33170      | Fontésiens      | 7,67             | 821 (2014)                        | 107                |
| Fossès-et-Baleyssac         | 33171      | Baleyssacois    | 9,40             | 197 (2014)                        | 21                 |
| Gironde-sur-Dropt           | 33187      | Girondais       | 8,84             | 1 230 (2014)                      | 139                |
| Hure                        | 33204      | Hurois          | 7,09             | 506 (2014)                        | 71                 |
| Mongauzy                    | 33287      | Mongauzyns      | 6,84             | 604 (2014)                        | 88                 |
| Morizès                     | 33294      | Morizéens       | 5,87             | 528 (2014)                        | 90                 |
| Noaillac                    | 33306      | Noaillacais     | 7,94             | 427 (2014)                        | 54                 |
| Montagoudin                 | 33291      | Montagoudinois  | 3,34             | 183 (2014)                        | 55                 |
| Lamothe-Landerron           | 33221      | Lamothais       | 9,18             | 1 173 (2014)                      | 128                |
| Loubens                     | 33250      | Loubatons       | 5,89             | 301 (2014)                        | 51                 |
| Loupiac-de-la-Réole         | 33254      | Loupiacais      | 5,32             | 489 (2014)                        | 92                 |
| Saint-Exupéry               | 33398      | Exupériens      | 4,19             | 163 (2014)                        | 39                 |
| Saint-Hilaire-de-la-Noaille | 33418      | Saint-Hilairois | 11,45            | 382 (2014)                        | 33                 |
| Saint-Michel-de-Lapujade    | 33453      | Lapujadais      | 7,47             | 214 (2014)                        | 29                 |
| Saint-Sève                  | 33479      | Saint-Sévais    | 4,80             | 240 (2014)                        | 50                 |

## Administration
| Période                                  | Période       | Identité          | Étiquette | Qualité |
| ---------------------------------------- | ------------- | ----------------- | --------- | --- |
| ?                                        | décembre 2013 | Bernard Castagnet | PS        | Ancien maire de La Réole (2001-2014), adjoint au maire de La Réole (2014- 2020), conseiller général (2001- 2015), président de la Cdc du Réolais en Sud Gironde (2014- 2015) |
| Les données manquantes sont à compléter. |               |                   |           | |

## Compétences
Deux compétences obligatoires : le développement économique et l'aménagement du territoire
Des compétences optionnelles : enfance, jeunesse, culture, sport, agenda 21, voirie.